# Nomada costaricensis
Nomada costaricensis är en biart som beskrevs av Carlos Schrottky 1920. Nomada costaricensis ingår i släktet gökbin, och familjen långtungebin. Inga underarter finns listade i Catalogue of Life.